# Punta Tumbes
Punta Tumbes es un cabo en el litoral de Talcahuano, región del Biobío, Chile (36°37′00″S 73°07′00″O / -36.61667, -73.11667).  En sus inmediaciones existe un faro.